# Alfred Vierling
Alfred J.C. Vierling (Voorburg, 3 juli 1949) is een Nederlands politiek activist en ideoloog, die vanaf de jaren tachtig een bekend lid was van de Centrumpartij, de Centrumdemocraten en het Nederlands Blok, partijen die veelal als extreemrechts worden bestempeld, hoewel Vierling zichzelf in zijn partijpolitieke jaren als staatsnationalist beschouwde. Vierling is openlijk homoseksueel en verdedigt homoseksualiteit.

## Levensloop

### Jaren 70
Vierling studeerde rechten en politicologie in Leiden. Hij was in de jaren zeventig actief als milieuactivist (zo was hij actief als vertegenwoordiger van Milieudefensie in het European Environmental Bureau in Brussel) en was onder meer voorzitter van de Ekologische Beweging. In het najaar van 1982 werd hij uit deze functie gezet en geroyeerd uit de vereniging vanwege zijn activiteiten voor de Centrumpartij.
Daarnaast was hij dierenrechtenactivist. Ook was hij wetenschappelijk medewerker aan de Rijksuniversiteit Leiden (Internationaal milieurecht) en aan de Vrije Universiteit Amsterdam (Nucleaire strategieën). In 1980 was hij secretaris van de Interdepartementale Commissie Beleid voor Migranten uit Suriname en de Ned. Antillen (ICBM).

### Jaren 80

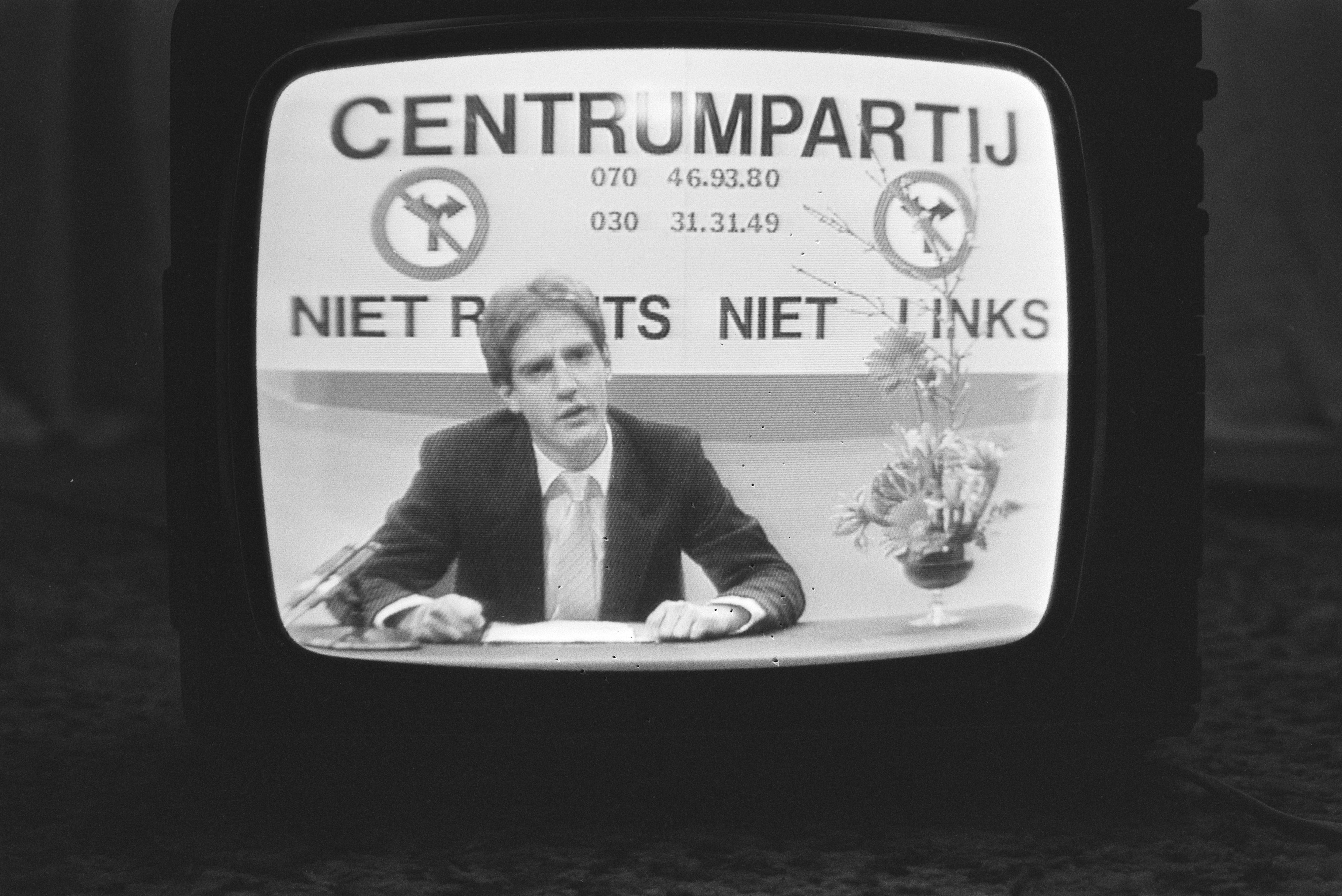
Alfred Vierling aan het woord in Politieke Partijen voor de Centrumpartij in 1984

In Nederland was Vierling een van de eersten die in twee artikelen in NRC Handelsblad reeds in 1980 openlijk cultuurkritiek uitoefende op de islam.
Al snel na de oprichting van de Centrumpartij sloot hij zich bij deze partij aan, zonder overigens meteen partijlid te worden. Na de voor de Centrumpartij redelijk succesvol verlopen parlementsverkiezingen van 1982 werd hij aangezocht om fractiemedewerker van Hans Janmaat te worden, waarvoor het partijlidschap wel een voorwaarde was.
Binnen de Centrumpartij wist Vierling zich als woordvoerder van de Tweede Kamerfractie publieke bekendheid te verwerven met zijn standpunten omtrent immigratie, integratie en remigratie. Deswege werd hij soms beschouwd als partijideoloog. Hij had in die periode een grote inbreng bij de vorming en scholing van kaderleden voor de Centrumpartij.

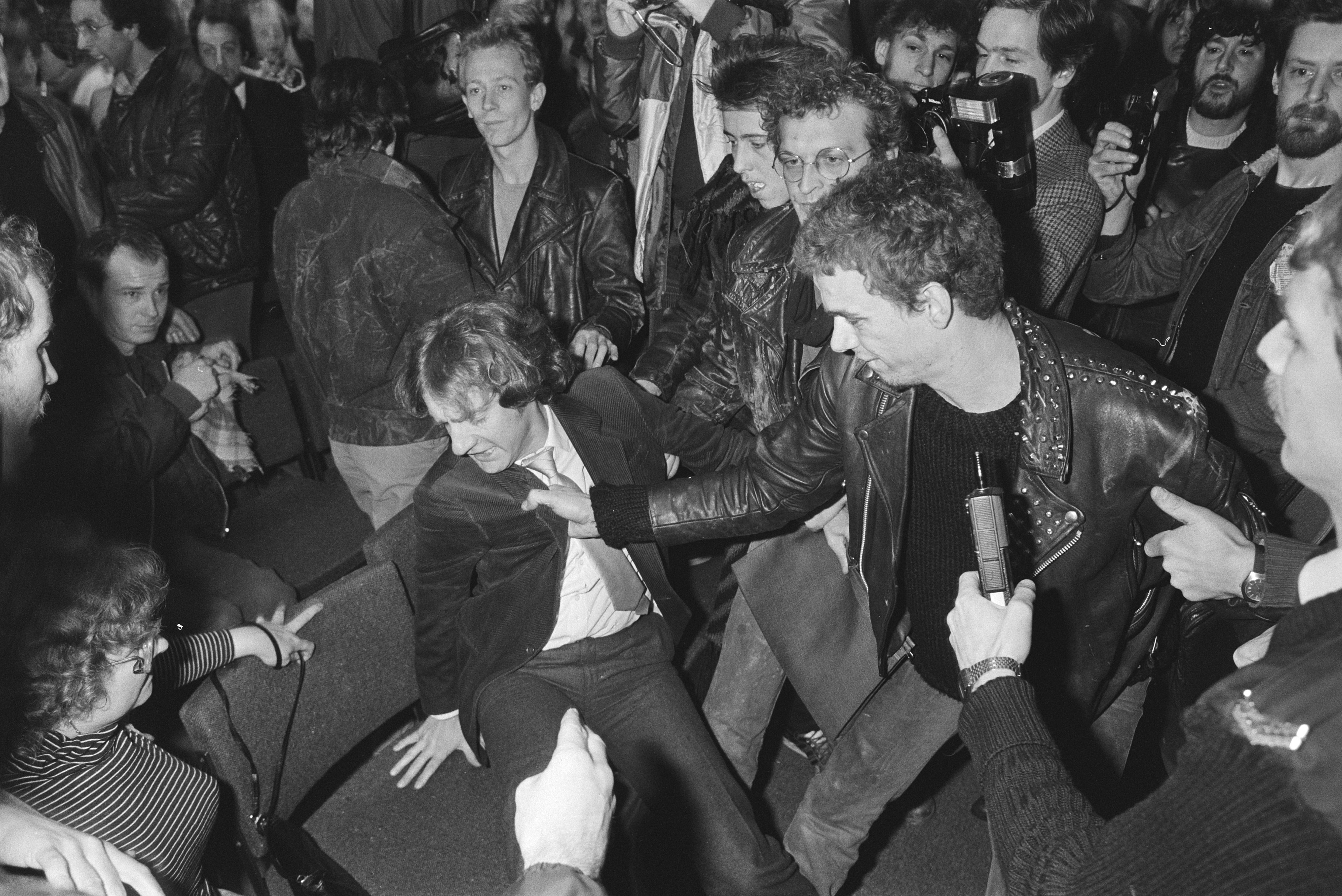
Vierling wordt met harde hand verwijderd uit de gemeenteraadszaal van Almere tijdens de installatie van twee CP-raadsleden in 1984

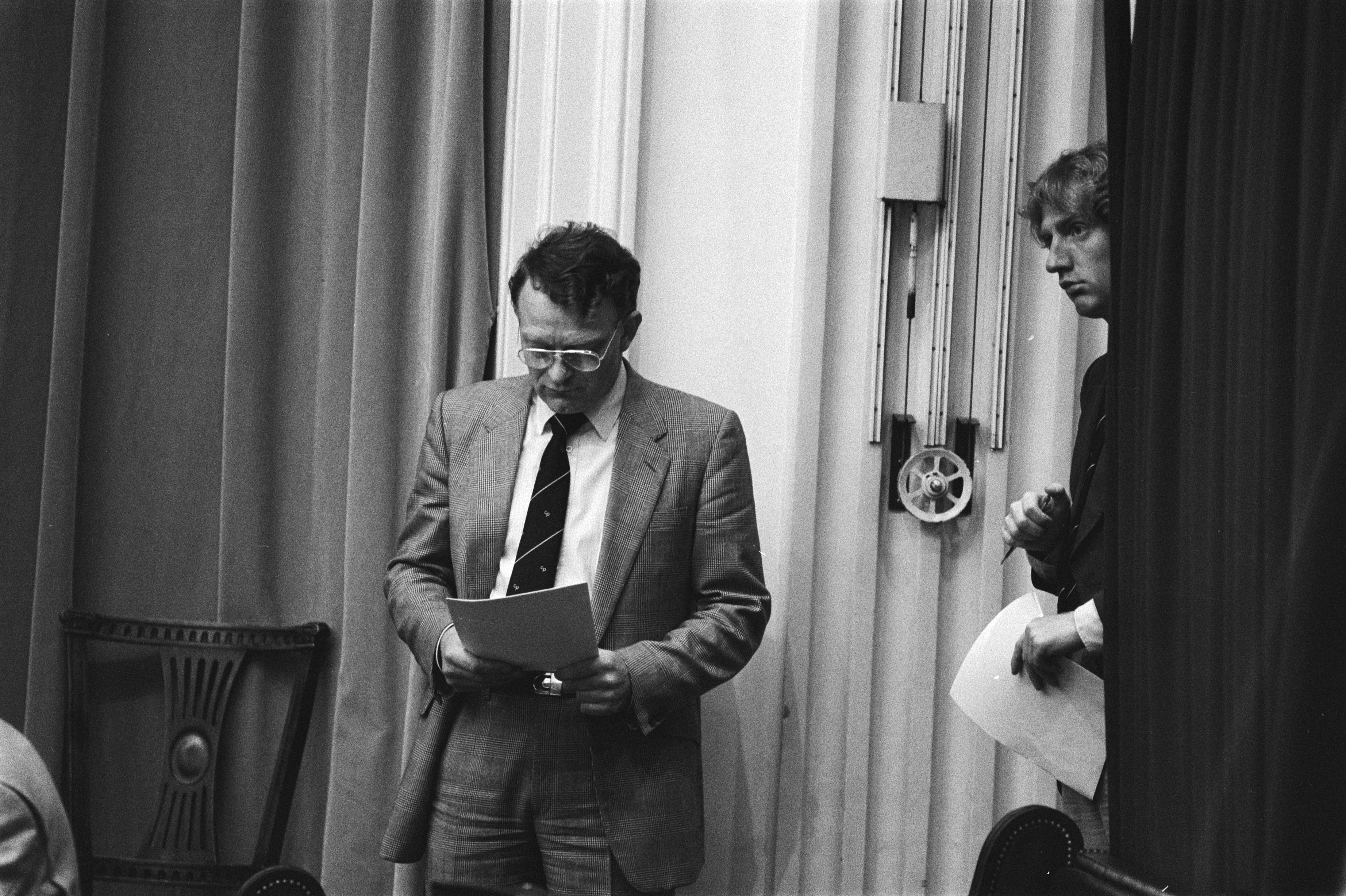
Vierling als fractiemedewerker van Hans Janmaat in 1984

In 1984 verliet Vierling om financiële redenen wegens zijn fractiewerkzaamheden voor Janmaat de Centrumpartij om zich aan te sluiten bij de Centrum Democraten. Eerder in dat jaar was hij nog lijsttrekker van de Centrumpartij bij de Europese verkiezingen maar de 134.877 stemmen die de partij behaalde waren niet genoeg voor een zetel.
In 1985 was hij de schrijver van de door het wetenschappelijk bureau van de Centrumdemocraten (SWOCI) uitgegeven nota "Centrumdemocratisch beleid ter bescherming van het Nederlands staatsburgerschap". Die nota was geheel geformuleerd vanuit een cultureel en juridisch perspectief, waarbij assimilatie van immigranten tot staatsburgers zijn streven was.
Hij volgde hierin het Frans-republikeinse voorbeeld van de 'laïcité', dat haaks staat op het verzuilingsmodel van het communautarisme. Het destijds gangbare beleid van integratie van immigranten met behoud van culturele identiteit werd in de nota verworpen en een ruim pakket aan remigratie-maatregelen werd voorgesteld.
Aan het eind van de jaren tachtig werkte hij als senior researcher aan de Universiteit van Suid-Afrika in Pretoria waar hij een studiecentrum voor Asian Studies oprichtte.

### Jaren 90
In 1990 werd hij verkozen in de gemeenteraad van Schiedam, maar hij moest als niet-inwoner de zetel na minder dan zes maanden vacant geven. Later dat jaar verliet Vierling de CD. 
In 1992 was hij een van de oprichters van het Nederlands Blok, waarvoor hij onder meer met het Vlaams Blok en CP'86 verkennende besprekingen voerde. Deze partij verliet hij in 1994. Op 12 oktober 1999 diende hij een aanklacht in tegen drie leden van de Nederlandse Regering wegens oorlogsmisdaden begaan in het kader van de NAVO-bombardementen bij het Internationale Straftribunaal voor voormalig Joegoslavië.

### Latere activiteiten

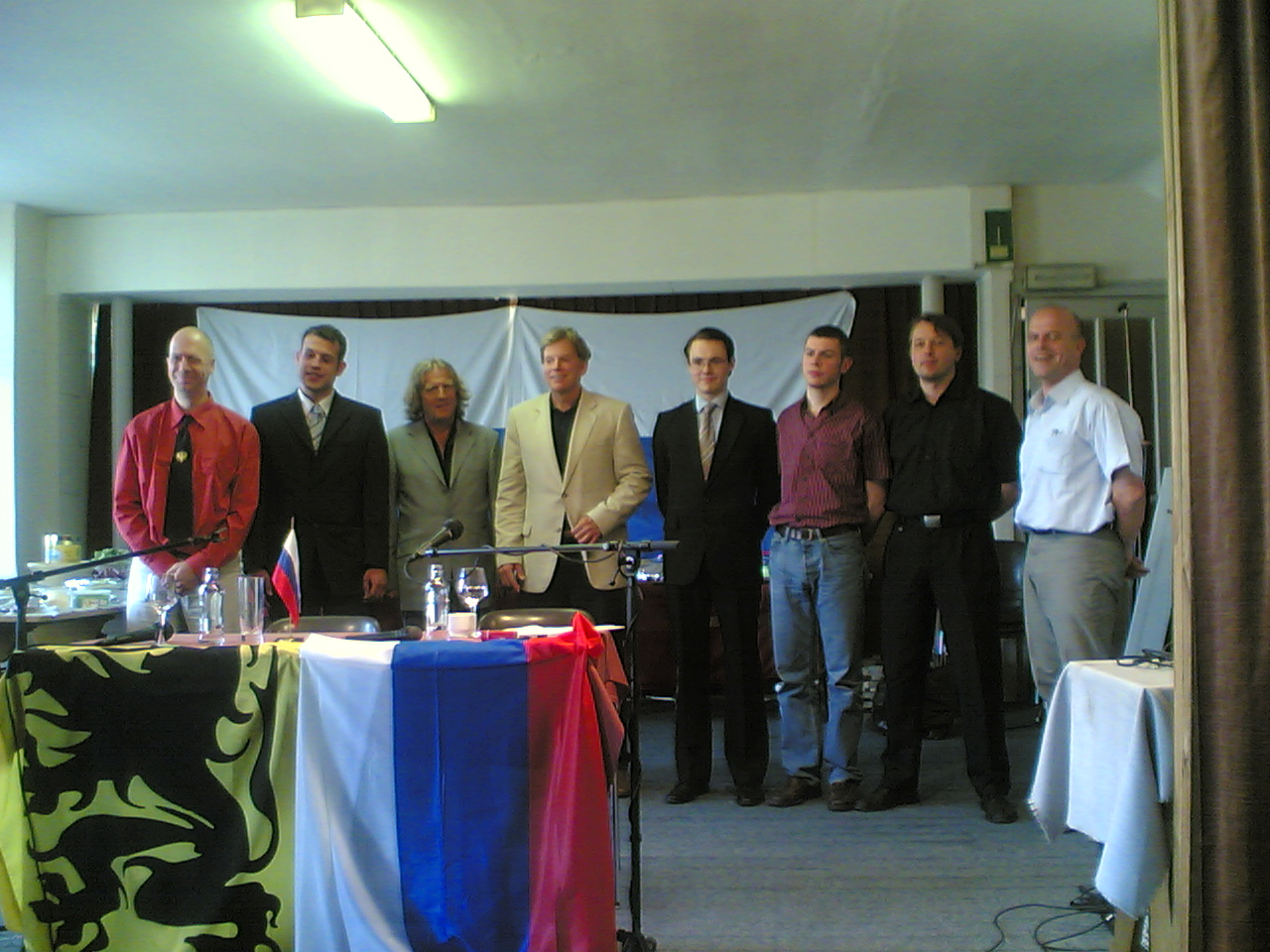
Alfred Vierling naast David Duke bij het Euro-Ruscongres in 2008

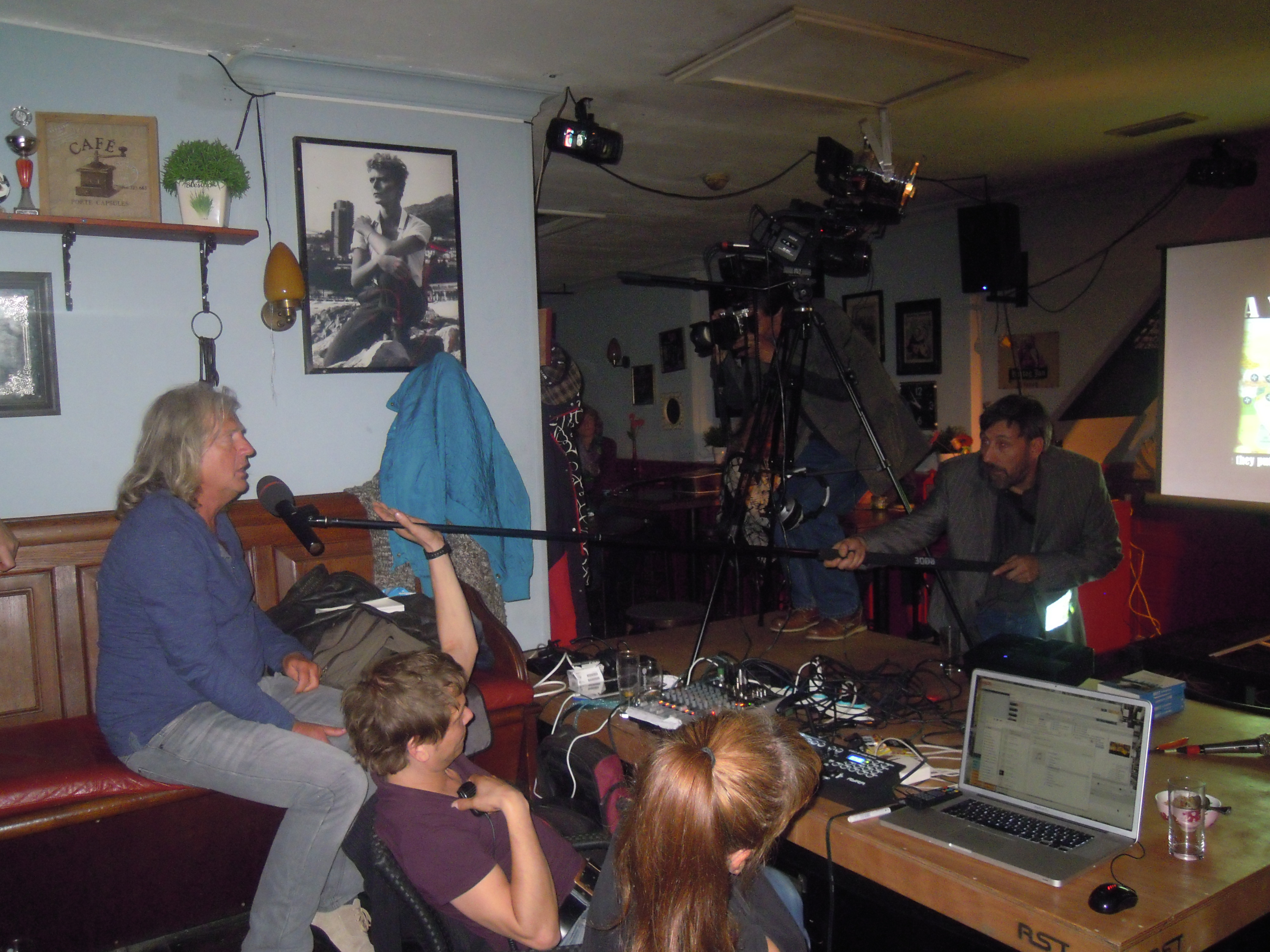
Vierling stelt een vraag bij een bijeenkomst in 2015

Tegenwoordig houdt Vierling lezingen over islam en nationalisme, en verzorgt vorming aan groeperingen zoals het volksnationalistische Voorpost, Euro-Rus, Erkenbrand en anderen.
Hij werkte mee aan uitzendingen van Radio Rapaille (een internetradiozender), schrijft artikelen voor diverse tegen multiculturalisme gerichte tijdschriften en websites en ageert tegen immigratie. Zelf heeft hij een serie video-interviews uitgegeven met bekende eurocentristen (Horst Mahler, Guillaume Faye en David Duke).
Vierling was op 10 april en op 15 mei 2025 te gast in het programma Ongehoord Nieuws op NPO 1.

## Trivia
- Robert Jan Stips van The Nits zat op school met Vierling en schreef het nummer Think It Over (van het album Adieu, Sweet Bahnhof) over hem.[33]